# Baigneaux (Eure-et-Loir)
Baigneaux é uma comuna francesa na região administrativa do Centro, no departamento de Eure-et-Loir. Estende-se por uma área de 11,78 km². Em 2010 a comuna tinha 217 habitantes (densidade: 18,4 hab./km²).